# USS LST-886
O USS LST-886 foi um navio de guerra norte-americano da classe LST que operou durante a Segunda Guerra Mundial.